# Lysandra bellargus
Lysandra bellargus är en fjärilsart som beskrevs av Siegmund Adrian von Rottemburg 1775. Lysandra bellargus ingår i släktet Lysandra och familjen juvelvingar. Inga underarter finns listade i Catalogue of Life.

## Bildgalleri

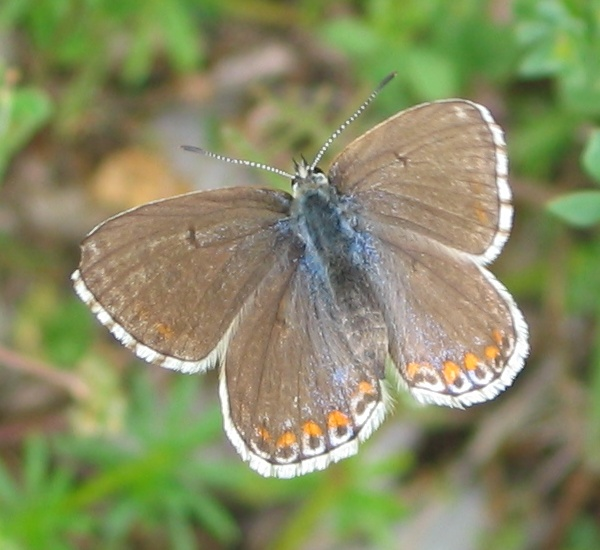
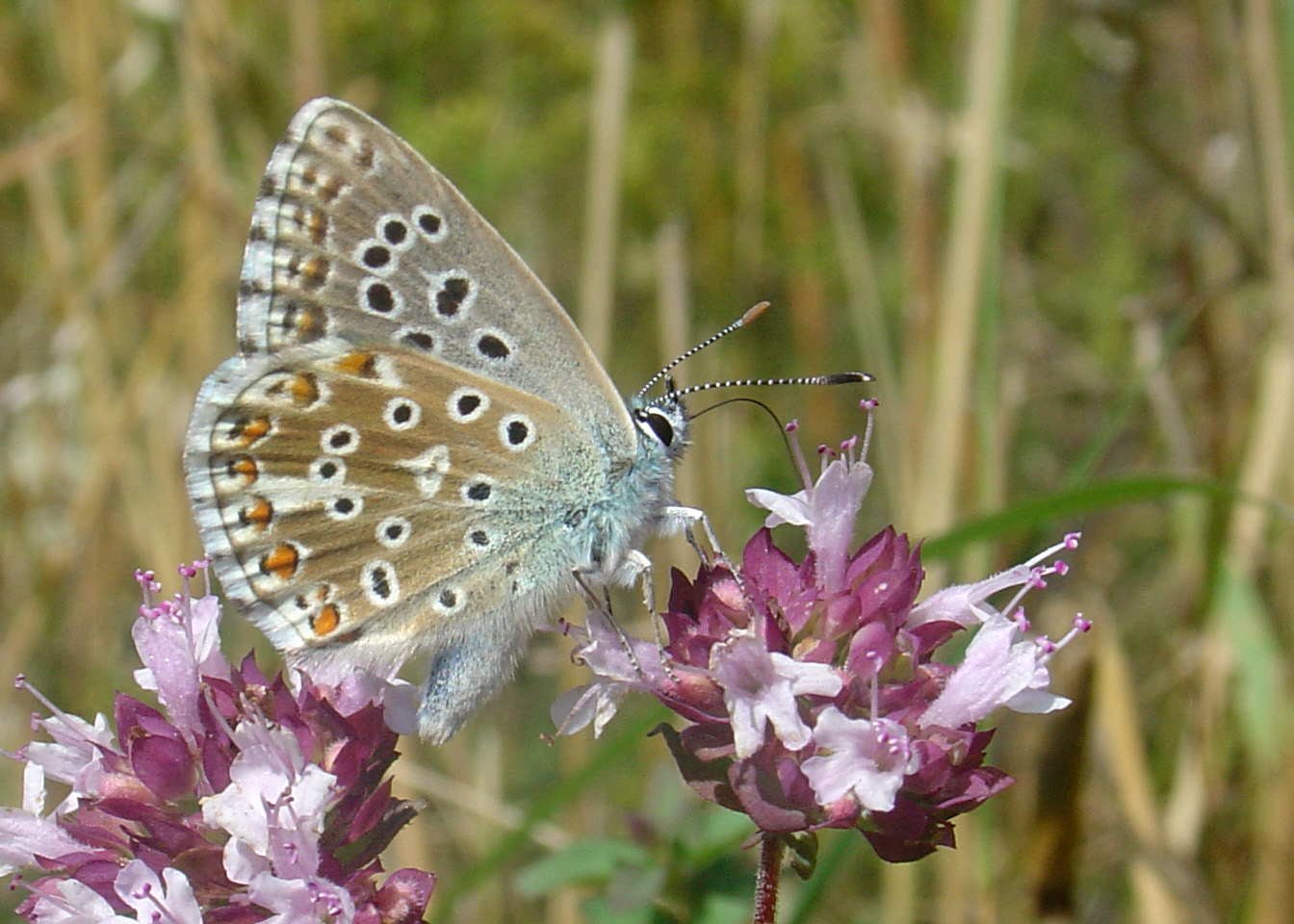
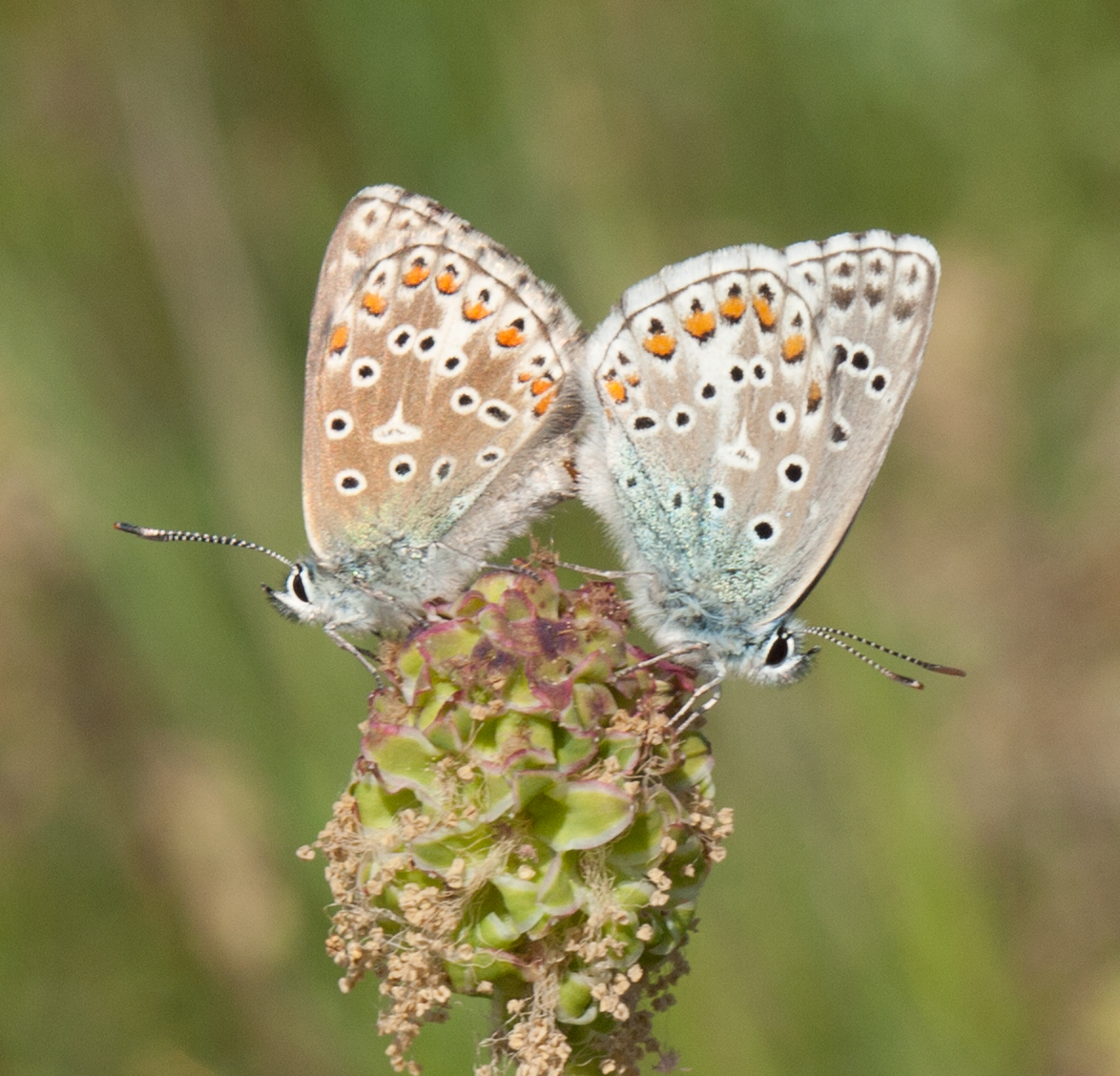
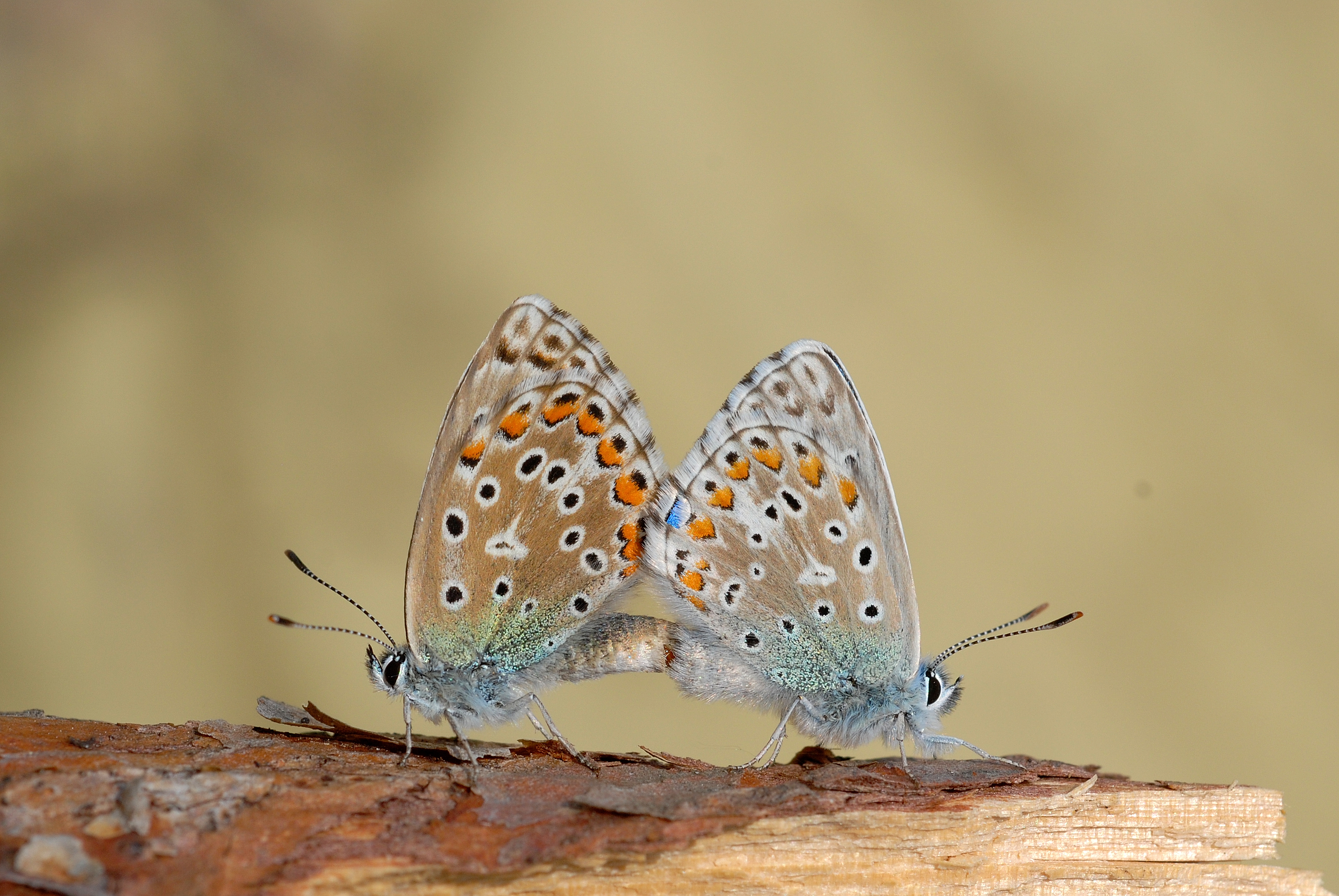
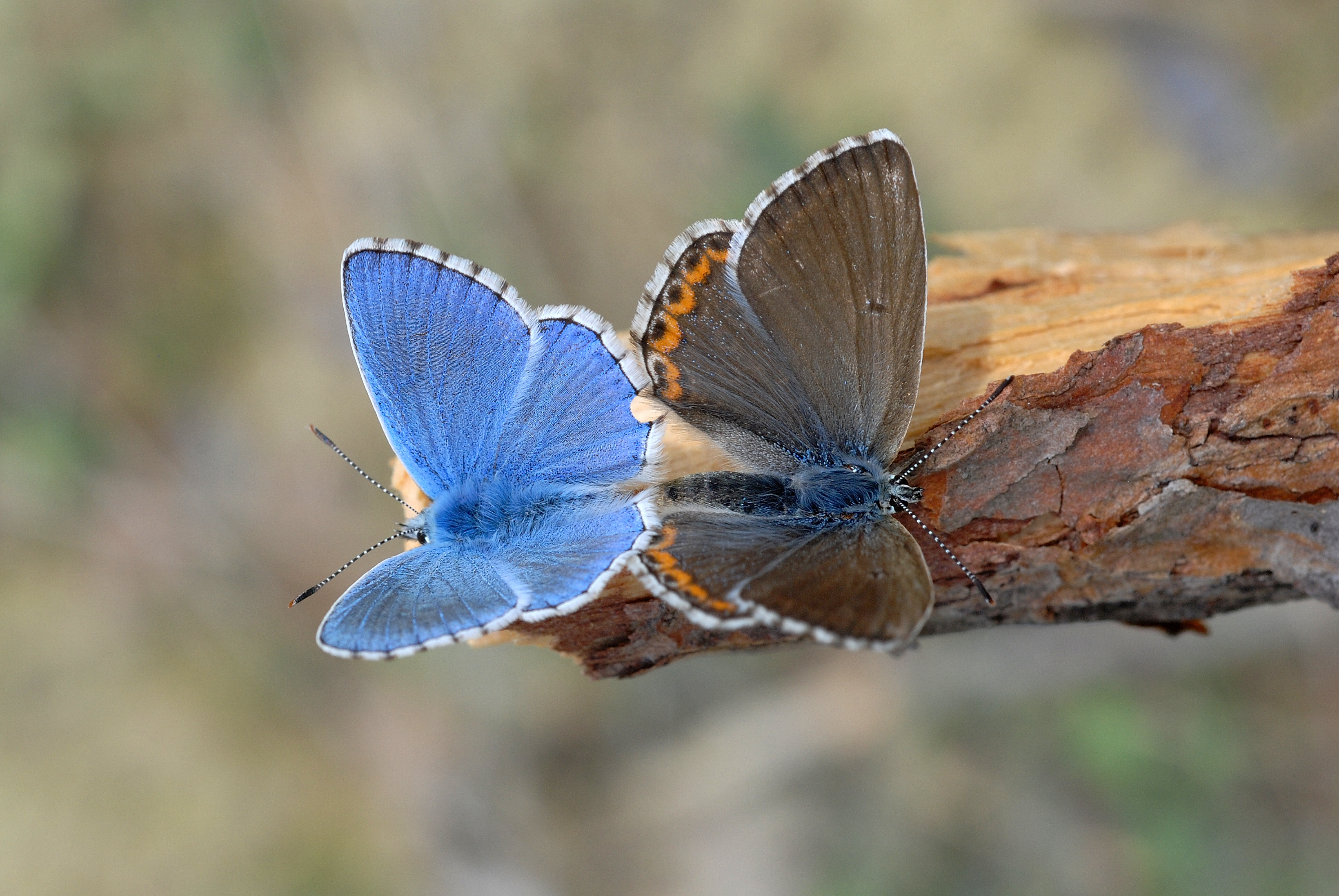